# BNP Paribas Cardif
BNP Paribas Cardif est un groupement d'intérêt économique (GIE) du groupe BNP Paribas, spécialisé dans l’assurance. Créée en juillet 1973, la société est basée à Nanterre. En 2022, BNP Paribas Cardif emploie 8000 personnes, pour un chiffre d’affaires de 30 milliards d’euros. Ses 500 partenaires l’accompagnent dans plus de 30 pays.

## Histoire
En 1973, la Compagnie bancaire  créée par Jacques de Fouchier obtient l’agrément pour créer une compagnie d’assurance-vie : la Compagnie d'Assurance et d'Investissement de France (Cardif) est créée en juillet de la même année.
La compagnie d’assurance ne disposant pas de guichets pour vendre ses produits, elle utilise un réseau de distribution externe, utilisant les guichets Cetelem comme relais. Au terme de l’année 1974, le nombre de contrats signés par les clients Cetelem aurait atteint la barre des 10 000, selon la banque.
En 1980 le GIE est immatriculé au registre du commerce.
En 1989, elle s'attaque aux marchés italiens, belges et espagnols, et est introduite au second marché de la bourse de Paris en 1990.
En 1985, la BNP crée sa filiale assurance-vie Natio Vie, qui dans les années 1990 se développe fortement dans le domaine de l'épargne à destination des clients de la banque. Les effectifs de Natio Vie doubleront dans la décennie.
En 1991, BNP et l’UAP (Union des assurances de Paris, désormais Axa) créent une filiale commune, Natio Assurance, qui commercialise des contrats d’assurance dommages auprès des clients de la banque BNP Paribas. Cette filiale ne remplit toutefois pas ses objectifs sur le long terme, si bien que Cardif met un terme au partenariat en 2016
En 1996, Cardif lance son activité en Argentine et au Chili.
Au début des années 2000, l’implantation en Europe se poursuit en République Tchèque, Pologne et Hongrie.
En 2001, Cardif et la State Bank of India s’associent pour créer la société SBI Life destinée à la commercialisation sur le marché indien des produits d’assurance-vie, de retraite et de protection,[source insuffisante].
À la suite de la fusion de BNP et Paribas, le nouveau groupe crée en 2004 une entité spécialisée dans les métiers de l’assurance, BNP Paribas Assurances, qui regroupe les compagnies d’assurance Natio Vie, Cardif et Natio Assurance.
En 2009, Dexia Epargne Pension se sépare de sa filiale Assurance vie qui est alors rachetée par BNP Paribas. Dexia Epargne Pension devient AEP - Assurance Epargne Pension, spécialisé dans la gestion privée et la gestion de fortune.
En 2011, les différentes entités de BNP Paribas Assurance sont rassemblées sous la marque unique BNP Paribas Cardif. Le nouveau siège est installé à Nanterre dans un immeuble HQE (Haute Qualité Environnementale).
En 2012, BNP Paribas Cardif investit pour numériser ses produits et services et faire face à la concurrence des banques en ligne, ce qui entraîne le licenciement de près de 80 personnes.
En 2013, la compagnie signe un accord en Chine avec Bank of Beijing, lui permettant de racheter à ING ses 50% détenus dans une co-entreprise d’assurance vie.
Le 7 avril 2014 BNP Paribas Cardif a reçu une amende de 10 millions d'euros de la commission des sanctions de l’Autorité de contrôle prudentiel et de résolution pour avoir tardé à retrouver les bénéficiaires de contrats d'assurance-vie dont les souscripteurs étaient décédés, ainsi que pour ne pas avoir revalorisé automatiquement les sommes dues au titre des capitaux décès, en contradiction avec la loi no 2007-1775 du 17 décembre 2007,.
En 2016, BNP Paribas s'est vue infliger une amende de plus de 180 000 euros pour « pratique commerciale trompeuse » sur un produit d'épargne, dont la filiale Cardif aurait en partie bénéficié, condamnation annulée en appel pour cause de prescription, les faits remontant à 2001.
En 2016, BNP Paribas Cardif et Matmut annoncent la signature d’un partenariat avec la création d’une société commune en assurance-dommages, Cardif IARD, détenue à 66 % par BNP Paribas Cardif et à 34 % par la Matmut, dans le but de pouvoir concurrencer notamment le Crédit Agricole et le Crédit Mutuel qui dominent le marché.
En 2019, BNP Paribas Cardif connaît une baisse de 10 % de son activité d'assurance en France
En mai 2021, BNP Paribas Cardif écope d’une sanction de 2,5 millions d’euros en raison de « carences graves » de son dispositif de lutte contre le blanchiment de capitaux et le financement du terrorisme.
En 2024, BNP Paribas Cardif ouvre des bureaux sur Nantes. L'immeuble positionné dans le quartier Malakoff au sud de la gare de Nantes peut accueillir 450 collaborateurs. Cette nouvelle antenne en province répond à la double volonté de diminuer l'impact environnemental de BNP Paribas Cardif en Ile de France et de s'ouvrir à un bassin d'emploi moins tendu.
En juillet 2025, BNP Paribas Cardif acquiert AXA Investment Managers, filiale de l'assureur Axa dédiée à la gestion d'actifs.

## Activité économique
Le premier produit commercialisé par l’entreprise sous la coupe compagnie bancaire est l’assurance emprunteur, produit qui se tient en tête des classements pour l’année 2023 selon Courtier. Ce type de contrat est lié à un prêt et permet à BNP Paribas Cardif de vendre des produits d'assurance pour les risques de décès, d’invalidité et de chômage, ainsi que pour des biens (logement, voiture...). La deuxième activité de BNP Paribas Cardif est l’épargne vendue au travers du réseau des conseillers en gestion de patrimoine indépendants.
De son côté Natio Vie lance des produits d'épargne variés et attractifs, dont le produit phare Multiplacements, ainsi que des produits de garantie de doublement de capital, et des produits de retraite individuelle à destination des travailleurs non salariés. À la fin des années 1990, Natio Vie crée deux nouvelles entités, à l'international ainsi qu'en Epargne retraite. Ces 2 entités seront fusionnées avec celles de Cardif au moment du rachat de Paribas par BNP.
En 2021, BNP Paribas Cardif serait présent à des degrés divers dans 33 pays en Europe, Asie et Amérique Latine. BNP Paribas Cardif a un réseau de 500 partenaires à travers le monde pour assurer la commercialisation de ses produits, qui comptent à la fois des institutions bancaires, des enseignes de distribution et des constructeurs automobiles ou dans le secteur des télécommunications.
En 2021, le bancassureur atteint la 12ème place d’un classement Atlas Magazine des assureurs français selon leur chiffre d’affaires.

## Données financières
| Années                                   | 2013  | 2014  | 2015  | 2016  | 2017  | 2018 | 2019 | 2020 | 2021 | 2022 | 2023 |
| ---------------------------------------- | ----- | ----- | ----- | ----- | ----- | ---- | ---- | ---- | ---- | ---- | ---- |
| Chiffre d'affaires (en milliards €)      | 25,3  | 27,5  | 28    | 27,1  | 29,7  | 31,8 | 29,8 | 24,8 | 32,6 | 30,0 | 30,3 |
| Résultat net avant impôt (en millions €) | 1161  | 1214  | 1295  | 1369  | 1867  | 1479 | 1716 | 1382 | 1368 | 1400 | 1400 |
| Actifs gérés (en milliards €)            | 178,3 | 203,2 | 215,2 | 226,1 | 237,1 | 239  | 260  | 264  | 282  | 247  | 255  |

## Gouvernance
Renaud Dumora fut directeur général de BNP Paribas Cardif de 2016 à 2020.
Depuis mai 2021, Pauline Leclerc-Glorieux est directrice générale de BNP Paribas Cardif et membre du comité exécutif du groupe BNP Paribas.